# Timeless 2013 (tour)
Timeless 2013 fu il sesto tour musicale della popstar francese Mylène Farmer. Il tour promosse agli album Monkey Me (2012) e Bleu noir (2010).
La serie di concerti iniziò il 7 settembre 2013 dal Palais Omisports di Bercy a Parigi, ed ebbe in totale 39 spettacoli per 5 tappe in tutta Europa, con concerti in Francia, Belgio, Svizzera, Bielorussia e Russia.

## Scaletta

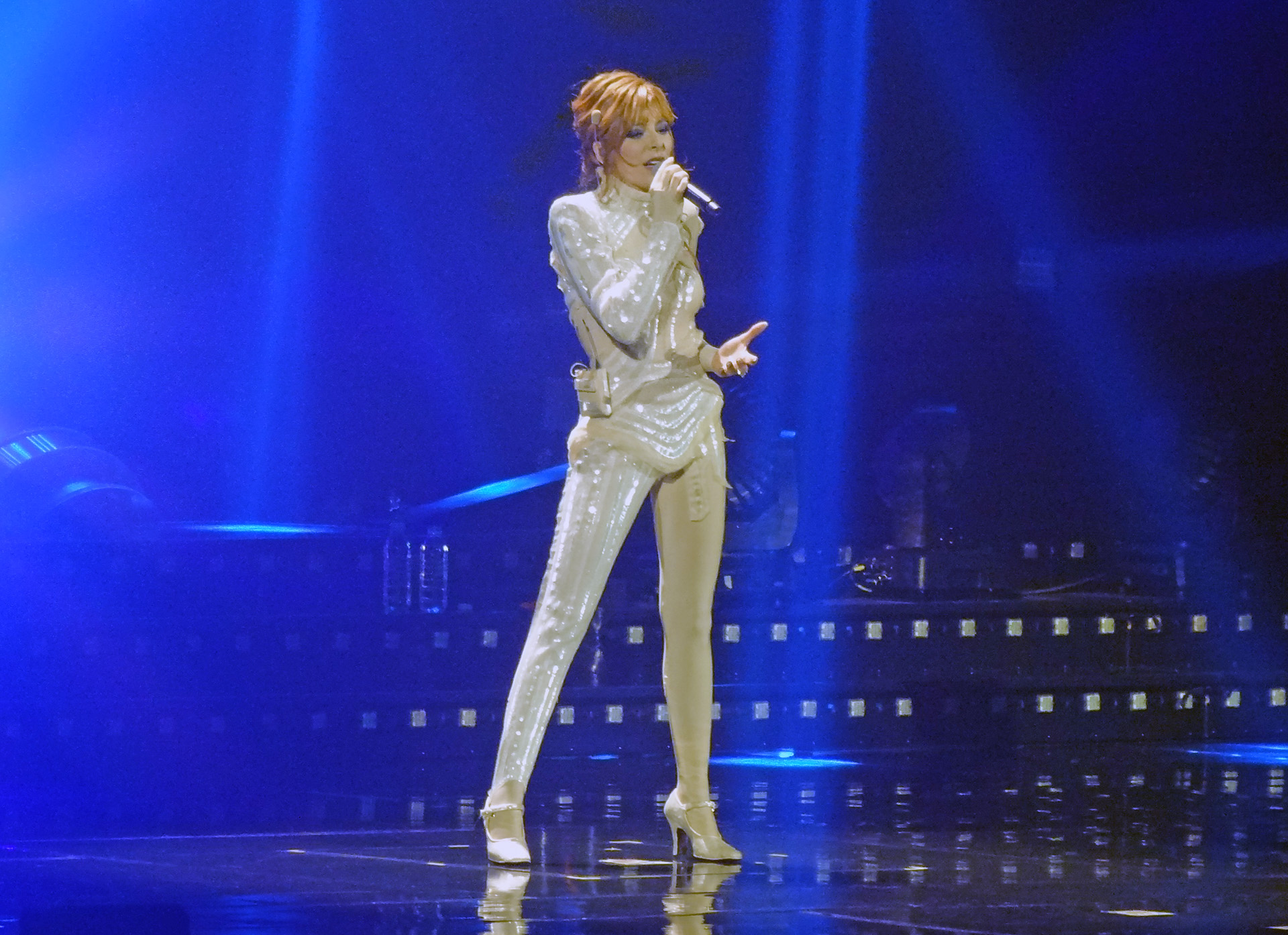
Mylène Farmer in concerto a Bercy, Parigi.

La setlist presentata il 7 settembre 2013 a Bercy.
1. Introduction
2. À force de...
3. Comme j'ai mal
4. C'est une belle journée
5. Monkey Me
6. Slipping Away (Crier la vie) [Duetto virtuale con Moby]
7. Elle a dit
8. Oui mais... non
9. Interlude
10. Mad World (Duetto con Gary Jules)
11. Les mots (Duetto con Gary Jules)
12. Je te dis tout
13. Et pourtant...
14. Désenchantée
15. Bleu noir
16. Diabolique mon ange
17. Sans contrefaçon
18. Je t'aime mélancolie
19. XXL
20. À l'Ombre
21. Inséparables
22. Rêver

## Date del Tour
| Data              | Città            | Paese       | Luogo                            |
| ----------------- | ---------------- | ----------- | -------------------------------- |
| 7 settembre 2013  | Parigi           | Francia     | Palais Omnisports de Paris-Bercy |
| 8 settembre 2013  | Parigi           | Francia     | Palais Omnisports de Paris-Bercy |
| 10 settembre 2013 | Parigi           | Francia     | Palais Omnisports de Paris-Bercy |
| 11 settembre 2013 | Parigi           | Francia     | Palais Omnisports de Paris-Bercy |
| 13 settembre 2013 | Parigi           | Francia     | Palais Omnisports de Paris-Bercy |
| 14 settembre 2013 | Parigi           | Francia     | Palais Omnisports de Paris-Bercy |
| 17 settembre 2013 | Parigi           | Francia     | Palais Omnisports de Paris-Bercy |
| 18 settembre 2013 | Parigi           | Francia     | Palais Omnisports de Paris-Bercy |
| 20 settembre 2013 | Parigi           | Francia     | Palais Omnisports de Paris-Bercy |
| 21 settembre 2013 | Parigi           | Francia     | Palais Omnisports de Paris-Bercy |
| 24 settembre 2013 | Lione            | Francia     | Halle Tony Garnier               |
| 25 settembre 2013 | Lione            | Francia     | Halle Tony Garnier               |
| 27 settembre 2013 | Lione            | Francia     | Halle Tony Garnier               |
| 28 settembre 2013 | Lione            | Francia     | Halle Tony Garnier               |
| 1º ottobre 2013   | Montpellier      | Francia     | Park&Suites Arena                |
| 2 ottobre 2013    | Montpellier      | Francia     | Park&Suites Arena                |
| 5 ottobre 2013    | Montpellier      | Francia     | Park&Suites Arena                |
| 8 ottobre 2013    | Nantes           | Francia     | Zénith de Nantes Métropole       |
| 9 ottobre 2013    | Nantes           | Francia     | Zénith de Nantes Métropole       |
| 11 ottobre 2013   | Nantes           | Francia     | Zénith de Nantes Métropole       |
| 12 ottobre 2013   | Nantes           | Francia     | Zénith de Nantes Métropole       |
| 15 ottobre 2013   | Strasburgo       | Francia     | Zénith de Strasbourg             |
| 16 ottobre 2013   | Strasburgo       | Francia     | Zénith de Strasbourg             |
| 18 ottobre 2013   | Ginevra          | Svizzera    | Palexpo                          |
| 19 ottobre 2013   | Ginevra          | Svizzera    | Palexpo                          |
| 27 ottobre 2013   | Minsk            | Bielorussia | Minsk-Arena                      |
| 1º novembre 2013  | Mosca            | Russia      | Olimpijskij                      |
| 4 novembre 2013   | San Pietroburgo  | Russia      | SKK Peterburgsky                 |
| 13 novembre 2013  | Bruxelles        | Belgio      | Brussels Expo Palais 12          |
| 15 novembre 2013  | Bruxelles        | Belgio      | Brussels Expo Palais 12          |
| 16 novembre 2013  | Bruxelles        | Belgio      | Brussels Expo Palais 12          |
| 20 novembre 2013  | Douai            | Francia     | Gayant Expo                      |
| 22 novembre 2013  | Douai            | Francia     | Gayant Expo                      |
| 23 novembre 2013  | Douai            | Francia     | Gayant Expo                      |
| 26 novembre 2013  | Tolosa           | Francia     | Zénith de Toulouse               |
| 27 novembre 2013  | Tolosa           | Francia     | Zénith de Toulouse               |
| 30 novembre 2013  | Tolosa           | Francia     | Zénith de Toulouse               |
| 3 dicembre 2013   | Clermont-Ferrand | Francia     | Zénith d'Auvergne                |
| 6 dicembre 2013   | Nizza            | Francia     | Palais Nikaia                    |